# Adrián Chapela
Adrián Chapela Lage (Lugo, 16 aprile 1994) è un cestista spagnolo.